# Muppet Show
Il Muppet Show (The Muppet Show) è una serie televisiva ideata dallo statunitense Jim Henson, andata in onda dal 1976 al 1981.
La serie è nata da due episodi pilota prodotti da Henson per la ABC nel 1974 e nel 1975. Sebbene nessuno degli episodi sia stato portato avanti come serie e altre reti negli Stati Uniti abbiano rifiutato le proposte di Henson, il produttore britannico Lew Grade espresse entusiasmo per il progetto e accettò di produrre lo show per il canale britannico ATV.
Furono realizzate cinque stagioni, per un totale di 120 episodi, trasmesse su ATV e altri franchise ITV nel Regno Unito e in syndication di prima visione negli Stati Uniti dal 1976 al 1981. Il programma è stato prodotto e registrato presso gli ATV Elstree Studios di Borehamwood, Hertfordshire.
I protagonisti sono dei curiosi pupazzi detti Muppet, dalla fusione tra le parole inglesi marionette (marionetta) e puppet (pupazzo). Jim Henson (animatore materiale anche di alcuni dei protagonisti), già presenza importante del programma Sesamo apriti, che ha in parte rivoluzionato il mondo della televisione per bambini, riuscì con questo programma a collocare i suoi pupazzi in una cornice rivolta ad un pubblico di adulti.
Ogni puntata della serie ha come ospite speciale un artista che interagisce con i Muppet, alla maniera di un famoso show televisivo statunitense, The Ed Sullivan Show.

## Struttura
La trama del Muppet Show consiste in uno spettacolo di varietà in un vecchio teatro organizzato ogni settimana dai Muppet. Ogni spettacolo presenta canzoni e sketch senza una particolare attinenza fra loro (a meno che non ci sia un tema speciale come halloween o le storie di Mille e una notte). Oltre a parodiare il varietà televisivo così come era diffuso negli Stati Uniti negli anni 60 e 70, il Muppet Show ripete anche i meccanismi del classico contenitore (che in quegli anni era arrivato anche nel palinsesto italiano), con numerose rubriche che parodiano la fiction (la più famosa è Maiali nello spazio o Pigs in Space, titolo originale, parodia di Star Trek) e stacchi musicali. L'ospite di turno prende parte allo show dove si alternano canzoni inedite in chiave parodistica a coreografie di brani famosi.
Tra i tanti, ha generato numerosi tentativi di imitazione da parte degli ammiratori il "balletto" del brano Mah-nà mah-nà, successo discografico del musicista Piero Umiliani, riproposto per l'occasione nella prima puntata della serie da un curioso hippy dalla barba salvaggia chiamato Mahna Mahna attorniato da strane creature rosa dotate di corna di nome Snowths, facendo riscuotere, a scoppio ritardato, un certo successo discografico anche al brano stesso.
Il modo migliore per ridere dei lazzi del Muppet è quello di conoscere a fondo la televisione statunitense coeva, e in parte anche la musica pop, per coglierne ogni sfumatura e riferimento socioculturale. Di riflesso, il Muppet ne illustra, a volte ridicolizzandole, alcune salienti caratteristiche.
Negli spazi fra un numero e altro dello spettacolo, avvengono storie particolari nel backstage che costituiscono la trama principale dell'episodio. Nelle trame vengono coinvolti a volte anche gli ospiti speciali.

## Sketch ricorrenti
Dai normali sketch si distinguono gli sketch ricorrenti che compaiono in più di un episodio del Muppet Show. Questi sketch vengono divisi in vari episodi.
Gli sketch sono:
Pigs in Space (Maiali nello Spazio)una soap opera parodia di Star Trek. La trama consiste in un equipaggio costituito da maiali (Il capitano Link, prima ufficiale Miss Piggy e il Dr. Stranasetola) che si avventurano nello spazio a bordo della astronave chiamata Swinetrek. Questo sketch debutta nella seconda stagione.
Veterinarian's Hospital (Ospedale del Veterinario)un'altra soap opera, questa volta ambientata in un ospedale, dove i protagonisti sono le infermiere Janice e Miss Piggy che stanno al fianco del Dr. Bob (interpretato da Rowlf), il quale, invece di operare i bizzarri pazienti, fa cattive battute. Questo sketch compare in tutte le stagioni della serie.
The Swedish Chef (lo Chef Svedese)uno sketch che caratterizza lo Chef Svedese che prepara strani piatti nella sua cucina, come un pollo vivo, polpette rimbalzanti e ciambelle senza buco. Questo sketch compare in tutte le stagioni della serie.
Bear on Patrol (L'Orso di Pattuglia)Fozzie (che recita la parte di un agente di pattuglia) e Link (nei panni di ufficiale di polizia) si trovano alle prese con strani criminali. Questo sketch debutta nella terza stagione.
Muppet News Flash (Notiziario Muppet)il Giornalista presenta al pubblico la notizia inverosimile del giorno. Questo sketch compare in tutte le stagioni della serie.
Muppet SportsLuis Kazagger telecronaca bizzarri eventi sportivi. Questo sketch debutta nella terza stagione.
Muppet Labs (Laboratori Muppet)il Dott. Bunsen Honeydew e il suo sfortunato assistente Beaker, scienziati dei laboratori Muppet, creano strane invenzioni che si rivelano quasi sempre non funzionare ritorcendosi contro Beaker. Questo sketch compare in tutte le stagioni della serie.
At the Dance (Al Ballo)un gruppo di coppie di Muppet ballano per una sala da ballo dicendosi battute a vicenda. Questo sketch compare in tutte le stagioni della serie, anche se a partire dalla terza stagione inizia ad apparire di rado.
Wayne and Wanda (Wayne e Wanda)questo sketch raffigura una coppia di sfortunati cantanti (chiamati appunto Wayne e Wanda), che cercano continuamente di eseguire un celebre brano, ma la performance viene sempre interrotta in un modo o nell'altro. Questo sketch viene eseguito solo nella prima stagione anche se nella quinta stagione, Wayne e Wanda tornano in scena in occasione del compleanno di Kermit.
Fozzie's Comedy Act (Atto Commediante di Fozzie)Fozzie recita il suo monologo facendo battute e dicendo barzellette, ma viene sempre interrotto dai due vecchietti Statler e Waldorf. Questo sketch compare in tutte le stagioni della serie, anche se inizia ad apparire di rado a partire dalla seconda stagione.
Talk Spotverso la metà dello show, Kermit, seduto su un muro, parla con l'ospite speciale, a volte con la compagnia di un altro Muppet. Questo sketch compare in tutte le stagioni della serie, anche se a partire dalla seconda stagione inizia ad apparire di rado.
Planet Koozebane (Il pianeta Koozebane)Kermit, nei panni di un reporter, intervista le strane creature del pianeta Koozebane. Questo sketch compare solo nella prima stagione.
Talking Houses (Case Parlanti)un gruppo di case viventi si dicono battute a vicenda riguardanti i loro parenti. Questo sketch compare solo nella prima stagione.
A Poem by Rowlf (Una Poesia da Rowlf)questo sketch raffigura Rowlf che cerca di recitare una poesia scritta da lui, ma viene sempre interrotto da qualcuno. Questo sketch appare solo nella prima stagione.
An Editorial by Sam (Un editoriale di Sam)Sam l'aquila cerca di fare un editoriale su un argomento specifico finché non accade qualcosa che non gli permette di terminarlo. Questo sketch compare solo nella seconda stagione.
Panel Discussions (Tavola Rotonda)Kermit, insieme a un gruppo di Muppet e all'ospite di turno (che interpreta un personaggio di fantasia o si esibisce nei panni di se stesso) discutono su un preciso argomento. Questo sketch compare solo nella prima stagione.
Gonzo's Stunts (Gonzo lo Stuntman)Gonzo si cimenta in imprese pazzesche nei panni di Stuntman. Questo sketch compare in tutte le stagioni della serie.
Muppet Melodrama (Muppet Melodramma)Uncle Deadly rapisce Miss Piggy e la mette in situazioni pericolose per costringerla a sposarlo; Wayne dovrebbe salvare Piggy, ma gli sketch non finiscono mai come dovrebbero. Questo sketch compare solo nella terza stagione.
VendafaceLo sketch consiste in una macchina a gettoni chiamata "Vendaface" che è in grado di cambiare le caratteristiche del volto di una qualunque persona tramite delle mani meccaniche. Questo sketch compare solo nella prima stagione.

## Personaggi
Fra i Muppet principali si ricordano Kermit (la rana che presenta lo show), la maialina diva dello spettacolo Miss Piggy, l'extraterrestre stuntman che si crede un artista Gonzo, il truce batterista Animal, l'orso comico poco divertente Fozzie, il cane pianista Rowlf, Sam l'aquila americana (il censore dello spettacolo), Pepe il Re dei Gamberi e animali di altre specie. Non sono mancati dei Muppet umani, tra cui l'incomprensibile cuoco svedese Olaf, i due stravaganti scienziati Dott. Bunsen Honeydew e Beaker, l'assistente del backstage Scooter, la band di Dr. Denti e gli Electric Mayhem e i due spettatori abituali dello show Statler e Waldorf. Questi sono una coppia di uomini anziani seduti su un palco posto alla destra dell'ipotetico proscenio del teatro di posa che sono soliti commentare, quasi sempre negativamente, i contenuti dello spettacolo e ai quali tocca la battuta conclusiva di ogni puntata, al termine della sigla finale.

### Personaggi minori
Annie Sueè una giovane maialina cantante, insopportabile arcinemica-rivale di Miss Piggy perché è ingelosita di Kermit. Indossa un maglione bianco e dei capelli ricci e biondi.
Beauregardè lo sciocco ma amabile bidello del Teatro dei Muppets, che debutta nella terza stagione del programma.
Bobby Benson e la Baby BandBobby è padre, manager e leader della sua banda composta da bambini.
Camillaè una gallina ed è la fidanzata di Gonzo.
Cibo parlanteun coro di cibo (in particolare verdura) con alte abilità canore.
Crazy Harryè un pazzoide esperto pirotecnico che adora far esplodere qualunque cosa.
George il Bidelloè il bidello del teatro dei Muppet nella prima stagione, lui è anziano e brontolone e non si divide mai dalla sua scopa. Nella prima stagione del Muppet Show, George era uno dei personaggi principali ma nelle stagioni successive è diventato un personaggio di sfondo.
Giornalistaè un giornalista occhialuto che dirige il Notiziario Muppet.
Gladysè l'addetta alla mensa che appare nella terza stagione. Lei ha lunghi capelli grigi e ricci che le coprono gli occhi.
Hildaè una anziana donna sarta ed addetta al guardaroba, appare come personaggio principale esclusivamente nella prima stagione.
J.P. Grosseè il proprietario del Teatro dei Muppet ed è lo zio di Scooter. Spesso viene solamente nominato, ma ha fatto un paio di apparizioni nella seconda stagione.
I Koozebanianisono bizzarri alieni che vengono dal lontano pianeta Koozebane.
Lew Zelandè un eccentrico performer che ha un atto tutto suo, i Pesci Boomerang ("Tu li lanci e loro ritornano indietro"). Lew debutta nel decimo episodio della terza stagione come personaggio destinato ad apparire una sola volta, ma è poi comparso in più occasioni.
Linkè un maiale che si crede attraente, ma è davvero stupido, codardo ed infantile; ironicamente, lui ha il ruolo del capitano senza macchia della Swinetrek nello sketch di Pigs in Space.
Louis Kazaggerè il telecronista dello sketch ricorrente Muppet Sport.
Mahna Mahnaè una creatura viola dai capelli arancioni che indossa una casacca pelosa verde. Lui è il cantante del brano Mahna Mahna.
Marvin Suggsè un musicista dall'accento spagnolo, noto per i suoi numeri musicali con i Muppaphones (un gruppo di palline pelose viventi) che lui le colpisce in testa con delle mazzette.
Popsè l'anziano portiere del teatro che compare solo nella quinta serie del Muppet Show. Pops ha il ruolo di alberghiere del suo Hotel Felicità nel film Giallo in casa Muppet.
Rizzo il Rattoè un ratto sarcastico che debutta nella quarta stagione del programma. In alcuni film dei Muppet, diventa anche il braccio destro di Gonzo.
Robinè un piccolo ranocchio, nipote di Kermit, spesso viene trascurato per via delle sue dimensioni ridotte.
Le Snowthssono due creature cornute dalla bocca tubolare e la pelliccia rosa, che cantano insieme a Mahna Mahna l'omonima canzone.
Dr. Stranasetola (Dr. Strangepork, letteralmente Dr. Stranoporco)è il geniale professore della Swinetrek nello sketch di Pig in Space.
Sweetumsè un mostro peloso a grandezza naturale (che nonostante le apparenze è inoffensivo) che compare in alcune scene di danza insieme ad altri mostri (più l'ospite di turno).
Uncle Deadlyè il fantasma di un attore ucciso dai critici nel teatro dei Muppet nell'800, pronto a vendicarsi terrorizzando i Muppet.
Wayne e Wandasono una coppia di poco fortunati cantanti, cercano di eseguire un celebre brano, ma la performance finisce sempre in un disastro.
Zootè il sassofonista calvo e dai capelli blu della Electric Mayhem. Secondo il suo interprete e costruttore Dave Goelz, "Zoot è solo un musicista di cinquant'anni un po'esaurito".

## Discografia e Sigla musicale
Sono stati pubblicati su etichetta Arista Records due album ufficiali della colonna sonora della serie, entrambe inediti in Italia:
- The Muppet Show (1977)
- The Muppet Show 2 (1978)

L'unica colonna sonora distribuita per il mercato italiano è il doppio 45 giri The Muppet Show, contenente sei dei migliori brani incisi in italiano tra cui anche la prima sigla originale in italiano Tema Dal Muppet Show, distribuita da Dischi Ricordi su etichetta Pye Records.

## Episodi

### Episodi pilota
Prima della messa in onda del Muppet Show nel 1976, Jim Henson ha prodotto due episodi pilota di prova, trasmessi solo negli Stati Uniti.
| Titolo                            | Trama | Personaggi | Messa in onda originale                   |
| --------------------------------- | --- | --- | ----------------------------------------- |
| The Muppet Valentine Show         | Questo show, ambientato in una casa di campagna, parla di San Valentino. La trama si incentra su Wally che ha il blocco dello scrittore, non avendo la pallida idea di che cosa pensare per il contenuto dello spettacolo che rappresenti il vero amore e su George che afferma di non amare nessuno finché Mia Farrow non gli fa capire che lui ama la sua scopa. Da Mia Farrow nasce il fatto che in ogni episodio del Muppet Show ci sia un ospite speciale. Alla fine del programma, fanno una comparsa a sorpresa Rowlf, che non compare nello show, e Ernie e Bert da Sesame Street. Il pilota è uscito in DVD il 7 marzo 2007 nel cofanetto della seconda stagione. | Wallyè il presentatore dello show che verrà sostituito da Kermit nello spettacolo ufficiale. Wally ha il blocco dello scrittore, non avendo la pallida idea di che cosa pensare per il contenuto dello spettacolo che rappresenti il vero amore. Lui, come Kermit il futuro presentatore, è eseguito da Jim Henson. George il bidelloè un vecchio scorbutico bidello che insiste nel fatto che non ama nessuno, finché Mia Farrow non gli fa capire che lui, dopo tutto, ama la sua scopa. George, apparirà in seguito nel Muppet Show. George è eseguito da Frank Oz Kermitcontrariamente dalle sue apparizioni successive, in questo show è solo un personaggio di supporto. È animato da Jim Henson è diventerà il presentatore del Muppet Show. Mildredè una donna viola con un lungo naso a forma di becco. Lei è molto educata è porta un'aria altezzosa, e aristocratica. Lei si lamenta per la sua mancanza di romanticismo nella sua vita e viene continuamente ad assillata da Brewster che pensa che lei sia una sua vecchia fiamma. Viene eseguita da Richard Hunt. Rufusè un amichevole cane bianco dal pelo folto. Brewsterè saggio anziano dalla barba bianca molto lunga. Lui continua ad assillare Mildred pensando che lei sia stata una sua vecchia fiamma. Viene eseguito da Dave Goelz Droopè una creatura pelosa verde da naso lungo e adunco. Lui è un personaggio davvero depresso, ma la sua vita ha una svolta quando incontra la sua anima gemella Miss Mousey. È eseguito da Jerry Nelson Crazy Donaldè un pazzoide esperto pirotecnico che adora far esplodere qualunque cosa che successivamente comparirà nel Muppet Show con il nome di Crazy Harry. | 30 gennaio 1974 sulla rete televisiva ABC |
| The Muppet Show: Sex and Violence | Nigel, Sam e Floyd si preparano per organizzare il "Concorso dei Sette Peccati Capitali" che purtroppo non avviene perché non c'è più tempo nello spettacolo. In questo programma Bert da Sesame Street, fa un cameo. Il pilota è uscito in DVD il 9 agosto 2005 nel cofanetto della prima stagione. | Nigelè il presentatore dello show che verrà sostituito da Kermit nel Muppet Show. Nel Muppet Show, Nigel compare come direttore d'orchestra. Lui è eseguito da Jim Henson. Floydè un chitarrista hippie che fa parte della band di Dr. Denti e gli Electric Mayhem che compariranno nel Muppet Show come personaggi principali. Lui è eseguito da Jerry Nelson. Sam l'aquilalavora insieme a Nigel nella sala di controllo nello studio dei Muppet, spesso gioca con lui a giochi da tavolo dove perde sempre. Diventerà un personaggio principale del Muppet Show ed è eseguito da Frank Oz. I Sette Peccati Capitalicaricature Muppet della Superbia, Rabbia, Avarizia, Invidia, Lussuria, Ingordigia e la Noia ingaggiati da Nigel per il "Concorso dei Sette Peccati Capitali". | 19 marzo 1975 sulla rete televisiva ABC   |

## Doppiaggio
| Personaggio             | Doppiatore originale | Doppiatore Italiano                                   | Doppiatore Italiano                                  | Doppiatore Italiano                                 |
| Personaggio             | Doppiatore originale | doppiaggio originale                                  | ridoppiaggio ep.17, 22, 23, 24                       | ridoppiaggio Disney+                                |
| ----------------------- | -------------------- | ----------------------------------------------------- | ---------------------------------------------------- | --------------------------------------------------- |
| Kermit                  | Jim Henson           | Willy Moser                                           | Mino Caprio                                          | Mino Caprio                                         |
| Miss Piggy              | Frank Oz             | Isa Di Marzio (1ª voce) Roberto Del Giudice (2ª voce) | Roberto Del Giudice (voce) Ernesto Brancucci (canto) | Alessandro Quarta                                   |
| Fozzie                  | Frank Oz             | Gino Pagnani (1ª voce) Franco Latini (2ª voce)        | Massimo Giuliani                                     | Massimo Giuliani                                    |
| Gonzo                   | Dave Goelz           | Franco Latini                                         | Angelo Nicotra                                       | Angelo Nicotra (st. 1) Alessandro Messina (st. 2-5) |
| Zoot                    | Dave Goelz           | Franco Latini                                         |                                                      | Leslie La Penna                                     |
| Floyd Pepper            | Jerry Nelson         | Franco Latini                                         |                                                      | Marco Baroni                                        |
| Statler                 | Richard Hunt         | Gino Pagnani (1ª voce) Elio Pandolfi (2ª voce)        | Giancarlo Padoan                                     | Elio Zamuto                                         |
| Waldorf                 | Jim Henson           | Armando Furlai (st. 1-3) Mario Milita (st. 4-5)       | Valerio Ruggeri                                      | Emidio La Vella                                     |
| Dott. Bunsen Honeydew   | Dave Goelz           | Gigi Reder (st. 1-3) Elio Pandolfi (st. 4-5)          | Francesco Vairano                                    | Francesco Vairano                                   |
| Beaker                  | Richard Hunt         | Franco Latini                                         |                                                      | Ivan Andreani                                       |
| Cuoco Svedese           | Jim Henson           | Franco Latini                                         |                                                      | Gianluca Solombrino                                 |
| Sam l'aquila            | Frank Oz             | Vittorio Di Prima                                     | Michele Kalamera                                     | Luca Biagini                                        |
| Rowlf                   | Jim Henson           | Giancarlo Padoan                                      |                                                      | Pierluigi Astore                                    |
| Dott. Julius Stangepork | Jerry Nelson         | Franco Latini                                         | Dante Biagioni                                       | Ivan Andreani                                       |
| Scooter                 | Richard Hunt         | Franco Latini                                         | Fabrizio Manfredi                                    | Fabrizio Manfredi                                   |
| Robin                   | Jerry Nelson         | Franco Latini                                         | Fabrizio Mazzotta                                    | Fabrizio Mazzotta                                   |
| Link                    | Jim Henson           | Franco Latini                                         | Roberto Stocchi                                      | Renato Cecchetto (st. 2) Stefano Brusa (st. 3-5)    |
| Pops                    | Jerry Nelson         | Franco Latini                                         | Bruno Alessandro                                     | Bruno Alessandro                                    |
| Lew Zeland              | Jerry Nelson         | Franco Latini                                         |                                                      | Ivan Andreani                                       |
| Animal                  | Frank Oz             | Vittorio Di Prima                                     |                                                      | Paolo Marchese                                      |
| Janice                  | Eren Ozker           | ???                                                   |                                                      | Sergio Lucchetti                                    |
| Dr. Denti               | Dave Goelz           | ???                                                   |                                                      | Roberto Fidecaro                                    |
| Crazy Harry             | Jhon Lovelady        | ???                                                   |                                                      | Ivan Andreani                                       |
| Sweetums                | John Henson          | ???                                                   |                                                      | Dario Oppido                                        |
| Zio Deadly              | Jerry Nelson         | ???                                                   |                                                      | Saverio Indrio Alessandro Ballico (ep. 1.19)        |
| Baskerville             | Frank Oz             | Franco Latini                                         |                                                      | Luca Dal Fabbro                                     |
| Giornalista             | Jim Henson           | ???                                                   |                                                      | Raffaele Uzzi                                       |

## DVD
| Nome del DVD           | Episodi in italiano                         | Data d'uscita     | Bonus |
| ---------------------- | ------------------------------------------- | ----------------- | --- |
| Stagione 1 (1976–1977) | 16/24                                       | 15 settembre 2006 | - Episodio pilota del Muppet Show del 1975 - Video promozionale del Muppet Show - "Bocconcini Muppet", curiosità sui Muppet - Promo del Muppet Show |
| Stagione 2 (1977–1978) | 24/24                                       | 18 settembre 2007 | - Episodio pilota del Muppet Show del 1974 - Intervista inedita ai Muppet - Video musicale con i Weezer & i Muppet |
| Stagione 3 (1978–1979) | 24/24 Audio inglese Sottotitoli in italiano | 25 settembre 2008 | - Documentario di 13 minuti sul dietro le quinte del Muppet Show. - Muppets on Puppets: documentario di un'ora sui burattini e le marionette con Jim Henson e Rowlf il cane. - Pubblicità per il "Purina Dog Chow", una marca di cibo per cani del 1963, con Rowlf. |